# 狭山市立中央中学校
狭山市立中央中学校（さやましりつ ちゅうおうちゅうがっこう）とは、埼玉県狭山市入間川にある公立中学校である。

## 概要
1984年開校。2024年で40周年を迎える。プールが屋上にある。また体育館が2階にあり1階は武道場等がある。また、部活動が盛んで、サッカー部が県大会3位を記録している。

## 部活動
2014年度時点において設置されている部活動を記載する。

### 運動部
- サッカー部
- 野球部
- 卓球部
- 剣道部
- 陸上部
- ソフトテニス部
- バレーボール部
- バドミントン部
- 女子バスケットボール部

### 文化部
- 吹奏楽部
- 美術部
- パソコン部